# قائمة مستشاري ألمانيا
- اليمين فوق: أصبح بسمارك أول مستشار مع إنشاء الاتحاد الألماني الشمالي (1867) وبعد ذلك الإمبراطورية الألمانية (1871).
- اليسار فوق: أدولف هتلر كان مستشارًا (من عام 1933) ولاحقًا قائداً لألمانيا النازية.
- اليمين وسط: في عام 1949 أصبح كونراد أديناور أول مستشار لألمانيا الغربية بعد الحرب العالمية الثانية.
- اليسار وسط: شغل هيلموت كول المنصب خلال فترة إعادة توحيد ألمانيا.
- في الأسفل: المستشارة أنغيلا ميركل هي أول امرأة تتولى المنصب.

مستشار ألمانيا هو الزعيم السياسي لألمانيا ورئيس الحكومة الاتحادية. شاغل المنصب مسؤول عن اختيار جميع أعضاء الحكومة الآخرين وترؤس اجتماعات مجلس الوزراء.
أُنشئ المنصب في الاتحاد الألماني الشمالي في عام 1867، عندما أصبح أوتو فون بسمارك أول مستشار. مع توحيد ألمانيا وإقامة الإمبراطورية الألمانية في عام 1871 تطور الاتحاد ليصبح دولة قومية ألمانية وأصبح المنصب يعرف باسم المستشار الألماني. بسمارك، الذي كان مستشارًا حتى عام 1890، هو المستشار الأطول خدمة حتى الآن.
في الأصل كان المستشار مسؤولاً فقط أمام الإمبراطور. ولكن تغير هذا الأمر مع الإصلاح الدستوري في عام 1918، عندما أُعطي البرلمان الحق في إقالة المستشار. بموجب دستور فايمار لعام 1919، كان الرئيس يعين المستشارين، ولكنهم كانوا مسؤولين أمام البرلمان. تم إهمال الدستور خلال الديكتاتورية النازية 1933-1945. خلال فترة احتلال الحلفاء لألمانيا لم تكن هناك حكومة ألمانية مستقلة ولا مستشار. ولم يتم إعادة تشكيل المنصب في ألمانيا الشرقية. القانون الأساسي لعام 1949 جعل من المستشار أهم منصب في ألمانيا الغربية، في الوقت الذي تناقص فيه دور الرئيس.
في ألمانيا كان اللقب Bundeskanzler («المستشار الاتحادي») في الاتحاد الألماني الشمالي واللقب Reichskanzler («مستشار الرايخ») من توحيد ألمانيا حتى تم تبني اللقب Bundeskanzler مرة أخرى في عام 1949. الصيغة المؤنثة للقب هي Bundeskanzlerin . غالباً ما يتم اختصار اللقب إلى Kanzler («المستشار») أو صيغته المؤنثة Kanzlerin . يُعرف نائب المستشار على نطاق واسع، ولكن بشكل غير رسمي، باسم نائب المستشار (Vizekanzler).

## الاتحاد الألماني الشمالي (1867–1871)(Bundeskanzler)
جاء الاتحاد الألماني الشمالي إلى الوجود بعد انهيار الاتحاد الألماني، والذي نتج في حد ذاته عن الانتصار البروسي في الحرب النمساوية البروسية عام 1866. وقد تم تعيين المستشار من قبل الملك البروسي.
الحزب السياسي:
  مستقل
| الصورة   | الاسم (ولادة–وفاة)                 | فترة شغل المنصب | فترة شغل المنصب | فترة شغل المنصب   | الحزب | الحزب |
| الصورة   | الاسم (ولادة–وفاة)                 | تولى المنصب     | غادر المنصب     | المدة             | الحزب | الحزب |
| -------- | ---------------------------------- | --------------- | --------------- | ----------------- | ----- | ----- |
| Portrait | الكونت أوتو فون بسمارك (1815–1898) | 1 تموز 1867     | 21 آذار 1871    | 3 سنوات و263 أيام |       | مستقل |

## الإمبراطورية الألمانية (1871–1918)(Reichskanzler)
وُلدت الإمبراطورية الألمانية من الاتحاد الألماني الشمالي نتيجة للحرب الفرنسية البروسية. منصب الإمبراطور الذي أُنشِئ بعد ذلك عيّن المستشار ليخدمه تحت سلطته.
الحزب السياسي:
  مستقل
| الصورة   | الاسم (ولادة–وفاة)                    | فترة شغل المنصب     | فترة شغل المنصب     | فترة شغل المنصب    | الحزب | الحزب | الحكومة       |
| الصورة   | الاسم (ولادة–وفاة)                    | تولى المنصب         | غادر المنصب         | المدة              | الحزب | الحزب | الحكومة       |
| -------- | ------------------------------------- | ------------------- | ------------------- | ------------------ | ----- | ----- | ------------- |
| Portrait | الأمير أوتو فون بسمارك (1815–1898)    | 21 آذار 1871        | 20 آذار 1890        | 18 سنوات و364 أيام |       | مستقل | بسمارك        |
| Portrait | الكونت ليو فون كابريفي (1831–1899)    | 20 آذار 1890        | 26 تشرين الأول 1894 | 4 سنوات و220 أيام  |       | مستقل | كابريفي       |
| Portrait | الأمير الأمير شلودفيغ (1819–1901)     | 29 تشرين الأول 1894 | 17 تشرين الأول 1900 | 5 سنوات و353 أيام  |       | مستقل | شلودفيغ       |
| Portrait | الأمير برنارت فون بولوف (1849–1929)   | 17 تشرين الأول 1900 | 14 تموز 1909        | 8 سنوات و270 أيام  |       | مستقل | بولوف         |
| Portrait | تيوبالت فون بتمان هولفيغ (1856–1921)  | 14 July 1909        | 13 July 1917        | 7 سنوات و364 أيام  |       | مستقل | بيتمان-هولفيغ |
| Portrait | غيورغ ميشائليس (1857–1936)            | 14 تموز 1917        | 1 تشرين الثاني 1917 | 110 أيام           |       | مستقل | ميشائليس      |
| Portrait | الكونت غيورغ فون هيرتلينغ (1843–1919) | 1 تشرين الثاني 1917 | 30 أيلول 1918       | 333 أيام           |       | الوسط | هيرتلينغ      |
| Portrait | الأمير ماكس فون بادن (1867–1929)      | 3 تشرين الأول 1918  | 9 تشرين الثاني 1918 | 37 أيام            |       | مستقل | بادن          |

## الفترة الثورية (1918-1919)
في 9 تشرين الثاني 1918 سلم المستشار ماكس فون بادن منصبه إلى فريدريش إيبرت. استمر إيبرت في شغل منصب رئيس الحكومة خلال الأشهر الثلاثة بين نهاية الإمبراطورية الألمانية في تشرين الثاني 1918 وأول تجمع للجمعية الوطنية في شباط 1919 كرئيس لمجلس نواب الشعب، حتى 29 كانون الأول 1918 مع هوغو هاسي زعيم الحزب الديمقراطي الاجتماعي المستقل.
الحزب السياسي:
  الحزب الديمقراطي الاجتماعي (SPD)
| الصورة   | الاسم (ولادة–وفاة)                                                                    | مدة شغل المنصب      | مدة شغل المنصب | مدة شغل المنصب | الحزب | الحزب                      | الحكومة         |
| الصورة   | الاسم (ولادة–وفاة)                                                                    | تولى المنصب         | غادر المنصب    | المدة          | الحزب | الحزب                      | الحكومة         |
| -------- | ------------------------------------------------------------------------------------- | ------------------- | -------------- | -------------- | ----- | -------------------------- | --------------- |
| Portrait | فريدريش إيبرت (1871–1925) (Reichskanzler und Vorsitz des Rates der Volksbeauftragten) | 9 تشرين الثاني 1918 | 13 شباط 1919   | 96 أيام        |       | الحزب الديمقراطي الاجتماعي | مجلس نواب الشعب |

## جمهورية فايمار (1919–1933)(Reichskanzler)
وضع دستور فايمر عام 1919 بنيةً لجمهورية فايمار. غالبًا ما كان المستشارون يعتمدون على دعم الرئيس.
الأحزاب السياسية:
  الحزب الديموقراطي الاجتماعي (SPD)
  الوسط
  حزب الشعب الألماني ‏
  مستقل
| الصورة   | الاسم (ولادة–وفاة)                                                             | فترة شغل المنصب      | فترة شغل المنصب      | فترة شغل المنصب  | الحزب             | الحزب                      | الحكومة          | الرايخستاغ                                        |
| الصورة   | الاسم (ولادة–وفاة)                                                             | تولى المنصب          | غادر المنصب          | المدة            | الحزب             | الحزب                      | الحكومة          | الرايخستاغ                                        |
| -------- | ------------------------------------------------------------------------------ | -------------------- | -------------------- | ---------------- | ----------------- | -------------------------- | ---------------- | ------------------------------------------------- |
| Portrait | فيليب شايدمان (1865–1939) (Reichsministerpräsident)                            | 13 شباط 1919         | 20 حزيران 1919       | 127 أيام         |                   | الحزب الديمقراطي الاجتماعي | شايده مان ‏       | جمعية فايمار الوطنية (1919)                       |
| Portrait | جوستاف باور (1870–1944) (Reichsministerpräsident; من 14 آب 1919 Reichskanzler) | 21 حزيران 1919       | 26 آذار 1920         | 279 أيام         |                   | الحزب الديمقراطي الاجتماعي | باور ‏            | جمعية فايمار الوطنية (1919)                       |
| Portrait | هرمان مولر (1876–1931)                                                         | 27 آذار 1920         | 21 حزيران 1920       | 86 أيام          |                   | الحزب الديمقراطي الاجتماعي | مولر الأولى ‏     | جمعية فايمار الوطنية (1919)                       |
| Portrait | قسطنطين فيرينباخ (1852–1926)                                                   | 25 حزيران 1920       | 4 أيار 1921          | 313 أيام         | \|                | حزب الوسط                  | حكومة فيرينباخ ‏  | [[1 (1920)\|1 (1920)]] ‏                           |
| Portrait | يوزيف فيرت (1879–1956)                                                         | 10 أيار 1921         | 14 تشرين الثاني 1922 | 1 سنة و188 أيام  | \|                | حزب الوسط                  | فيرت الأولى ‏     | [[1 (1920)\|1 (1920)]] ‏                           |
| Portrait | يوزيف فيرت (1879–1956)                                                         | 10 أيار 1921         | 14 تشرين الثاني 1922 | 1 سنة و188 أيام  | \|                | حزب الوسط                  | فيرت الثانية ‏    | [[1 (1920)\|1 (1920)]] ‏                           |
| Portrait | فيلهلم كونو (1876–1933)                                                        | 22 تشرين الثاني 1922 | 12 آب 1923           | 263 أيام         |                   | مستقل                      | كونو ‏            | [[1 (1920)\|1 (1920)]] ‏                           |
| Portrait | جوستاف ستريسمان (1878–1929)                                                    | 13 آب 1923           | 30 تشرين الثاني 1923 | 109 أيام         |                   | حزب الشعب الألماني ‏        | شتريسمان الأولى ‏ | [[1 (1920)\|1 (1920)]] ‏                           |
| Portrait | جوستاف ستريسمان (1878–1929)                                                    | 13 آب 1923           | 30 تشرين الثاني 1923 | 109 أيام         | شتريسمان الثانية ‏ | حزب الشعب الألماني ‏        |                  | [[1 (1920)\|1 (1920)]] ‏                           |
| Portrait | فيلهلم ماركس (1863–1946)                                                       | 30 تشرين الثاني 1923 | 15 كانون الثاني 1925 | 1 سنة و46 أيام   | \|                | حزب الوسط                  | ماركس الأولى ‏    | [[1 (1920)\|1 (1920)]] ‏                           |
| Portrait | فيلهلم ماركس (1863–1946)                                                       | 30 تشرين الثاني 1923 | 15 كانون الثاني 1925 | 1 سنة و46 أيام   | \|                | حزب الوسط                  | ماركس الثانية ‏   | [[2 (أيار.1924)\|2 (أيار.1924)]] ‏                 |
| Portrait | هانز لوتر (1879–1962)                                                          | 15 كانون الثاني 1925 | 12 أيار 1926         | 1 سنة و117 أيام  |                   | مستقل                      | لوتر الأولى ‏     | [[3 (كانون الأول.1924)\|3 (كانون الأول.1924)]] ‏   |
| Portrait | هانز لوتر (1879–1962)                                                          | 15 كانون الثاني 1925 | 12 أيار 1926         | 1 سنة و117 أيام  | لوتر الثانية ‏     | مستقل                      |                  | [[3 (كانون الأول.1924)\|3 (كانون الأول.1924)]] ‏   |
| Portrait | فيلهلم ماركس (1863–1946)                                                       | 17 أيار 1926         | 12 حزيران 1928       | 2 سنوات و26 أيام | \|                | حزب الوسط                  | ماركس الثالثة ‏   | [[3 (كانون الأول.1924)\|3 (كانون الأول.1924)]] ‏   |
| Portrait | فيلهلم ماركس (1863–1946)                                                       | 17 أيار 1926         | 12 حزيران 1928       | 2 سنوات و26 أيام | \|                | حزب الوسط                  | ماركس الرابعة    | [[3 (كانون الأول.1924)\|3 (كانون الأول.1924)]] ‏   |
| Portrait | هيرمان مولر (1876–1931)                                                        | 28 حزيران 1928       | 27 آذار 1930         | 1 سنة و272 أيام  |                   | الحزب الديمقراطي الاجتماعي | مولر الثانية     | [[4 (1928)\|4 (1928)]] ‏                           |
| Portrait | هاينريش برونينغ (1885–1970)                                                    | 30 آذار 1930         | 30 أيار 1932         | 2 سنوات و61 أيام | \|                | حزب الوسط                  | برونينغ الأولى   | [[5 (1930)\|5 (1930)]] ‏                           |
| Portrait | هاينريش برونينغ (1885–1970)                                                    | 30 آذار 1930         | 30 أيار 1932         | 2 سنوات و61 أيام | \|                | حزب الوسط                  | برونينغ الثانية  | [[5 (1930)\|5 (1930)]] ‏                           |
| Portrait | فرانز فون بابن (1879–1969)                                                     | 1 حزيران 1932        | 17 تشرين الثاني 1932 | 169 أيام         |                   | مستقل                      | بابن             | 6 (تموز.1932)                                     |
| Portrait | كورت فون شلايشر (1882–1934)                                                    | 3 كانون الأول 1932   | 28 كانون الثاني 1933 | 56 أيام          |                   | مستقل                      | شلايشر           | [[7 (تشرين الثاني.1932)\|7 (تشرين الثاني.1932)]] ‏ |

1. 1 2  لم يُستخدم لقب المستشار رسميًا حتى بدأ دستور جمهورية فايمار يدخل حيز التنفيذ. بدلاً من ذلك عُين شايده مان وباور بلقب Reichsministerpräsident (رئيس وزراء الرايخ أو الوزير الأول).

## ألمانيا النازية (1933–1945)(Reichskanzler)
كان استيلاء أدولف هتلر على السلطة ("Machtergreifung") بمثابة نهاية جمهورية فايمار وبداية ألمانيا النازية. حكم هتلر كديكتاتور وعزز كل السلطة لنفسه.
الأحزاب السياسية:
  حزب العمال القومي الاشتراكي الألماني (الحزب النازي) (NSDAP)
  مستقل
| الصورة   | الاسم (ولادة–وفاة)                                       | مدة شغل المنصب       | مدة شغل المنصب | مدة شغل المنصب    | الحزب                                               | الحزب                                | الحكومة                                    | الرايخستاغ     |
| الصورة   | الاسم (ولادة–وفاة)                                       | تولى المنصب          | غادر المنصب    | المدة             | الحزب                                               | الحزب                                | الحكومة                                    | الرايخستاغ     |
| -------- | -------------------------------------------------------- | -------------------- | -------------- | ----------------- | --------------------------------------------------- | ------------------------------------ | ------------------------------------------ | -------------- |
| Portrait | أدولف هتلر (1889–1945) (فوهرر من 2 آب 1934)              | 30 كانون الثاني 1933 | 30 نيسان 1945  | 12 سنوات و90 أيام |                                                     | حزب العمال القومي الاشتراكي الألماني | هتلر                                       | 8 (آذار. 1933) |
| Portrait | أدولف هتلر (1889–1945) (فوهرر من 2 آب 1934)              | 30 كانون الثاني 1933 | 30 نيسان 1945  | 12 سنوات و90 أيام | [[9 (تشرين الثاني. 1933)\|9 (تشرين الثاني. 1933)]] ‏ | حزب العمال القومي الاشتراكي الألماني | هتلر                                       |                |
| Portrait | أدولف هتلر (1889–1945) (فوهرر من 2 آب 1934)              | 30 كانون الثاني 1933 | 30 نيسان 1945  | 12 سنوات و90 أيام | الانتخابات البرلمانية والاستفتاء الألماني عام 1936  | حزب العمال القومي الاشتراكي الألماني | هتلر                                       |                |
| Portrait | أدولف هتلر (1889–1945) (فوهرر من 2 آب 1934)              | 30 كانون الثاني 1933 | 30 نيسان 1945  | 12 سنوات و90 أيام | الانتخابات البرلمانية والاستفتاء الألماني عام 1938  | حزب العمال القومي الاشتراكي الألماني | هتلر                                       |                |
| Portrait | يوزف غوبلز (1897–1945)                                   | 30 نيسان 1945        | 1 أيار 1945    | 1 يوم             |                                                     | حزب العمال القومي الاشتراكي الألماني | سُميت الحكومة في وصية هتلر ولكنها لم تتشكل) | —              |
| Portrait | لوتس فون كروسيغ (1887–1977) (وزير أول في حكومة فلنسبورغ) | 2 أيار 1945          | 23 أيار 1945   | 21 أيام           |                                                     | مستقل (محافظ غير حزبي)               | شفيرين فون كروسيغك                         | —              |

1. ↑  لم تُجرى انتخابات خلال الحرب العالمية الثانية. آخر اجتماع عقد في 26 نيسان 1942.
2. 1 2  انتحر في المنصب.
3. ↑  أُعتقل وحُلت الحكومة.[10]

## 1945 - 1949
في هذه الفترة حكمت ألمانيا إدارة عسكرية من قبل قوات الحلفاء بعد الحرب العالمية الثانية.

## جمهورية ألمانيا الاتحادية (1949–الوقت الحاضر)(Bundeskanzler)
في عام 1949 تم إنشاء دولتين ألمانيتين منفصلتين: جمهورية ألمانيا الاتحادية (المعروفة باسم ألمانيا الغربية) وجمهورية ألمانيا الديمقراطية (المعروفة باسم ألمانيا الشرقية). القائمة أدناه تُبين مستشاري ألمانيا الغربية؛ حكومة ألمانيا الشرقية كان يرأسها رئيس مجلس الوزراء. في عام 1990 تم حل ألمانيا الشرقية (إعادة توحيد ألمانيا) واندمجت مع ألمانيا الغربية، التي احتفظت باسم جمهورية ألمانيا الاتحادية.
الأحزاب السياسية:
  الاتحاد الديمقراطي المسيحي (CDU)
  الحزب الديمقراطي الاجتماعي ((SPD))
  الحزب الديمقراطي الحر (FDP)
| الحزب    | الاسم (ولادة–وفاة)                                   | مدة شغل المنصب              | مدة شغل المنصب              | مدة شغل المنصب    | الحزب     | الحزب                                                      | الحكومة                                                                                                 | البوندستاغ |
| الحزب    | الاسم (ولادة–وفاة)                                   | تولى المنصب                 | غادر المنصب                 | المدة             | الحزب     | الحزب                                                      | الحكومة                                                                                                 | البوندستاغ |
| -------- | ---------------------------------------------------- | --------------------------- | --------------------------- | ----------------- | --------- | ---------------------------------------------------------- | --- | ---------- |
| Portrait | كونراد أديناور (1876–1967)                           | 15 أيلول/سبتمبر 1949        | 20 تشرين الأول/أكتوبر 1953  | 14 سنوات و30 أيام |           | الاتحاد الديمقراطي المسيحي (CDU)                           | أديناور 1                                                                                               | 1 (1949)   |
| Portrait | كونراد أديناور (1876–1967)                           | 20 تشرين الأول/أكتوبر 1953  | 29 تشرين الأول/أكتوبر 1957  | 14 سنوات و30 أيام | أديناور 2 | الاتحاد الديمقراطي المسيحي (CDU)                           | 2 (1953)                                                                                                |            |
| Portrait | كونراد أديناور (1876–1967)                           | 29 تشرين الأول/أكتوبر 1957  | 14 تشرين الثاني/نوفمبر 1961 | 14 سنوات و30 أيام | أديناور 3 | الاتحاد الديمقراطي المسيحي (CDU)                           | 3 (1957)                                                                                                |            |
| Portrait | كونراد أديناور (1876–1967)                           | 14 تشرين الثاني/نوفمبر 1961 | 13 كانون الأول/ديسمبر 1962  | 14 سنوات و30 أيام | أديناور 4 | الاتحاد الديمقراطي المسيحي (CDU)                           | 4 (1961)                                                                                                |            |
| Portrait | كونراد أديناور (1876–1967)                           | 14 كانون الأول/ديسمبر 1962  | 15 تشرين الاول/أكتوبر 1963  | 14 سنوات و30 أيام | أديناور 5 | الاتحاد الديمقراطي المسيحي (CDU)                           | 4 (1961)                                                                                                |            |
| Portrait | لودفيغ إيرهارت (1897–1977)                           | 16 تشرين الأول/أكتوبر 1963  | 26 تشرين الأول/أكتوبر 1965  | 3 سنوات و45 أيام  |           | {{صغير\|غير حزبي; حليف مع الاتحاد الديمقراطي المسيحي (CDU) | 4 (1961)                                                                                                | إيرهارد 1  |
| Portrait | لودفيغ إيرهارت (1897–1977)                           | 26 تشرين الأول/أكتوبر 1965  | 30 تشرين الثاني/نوفمبر 1966 | 3 سنوات و45 أيام  | إيرهارد 2 | {{صغير\|غير حزبي; حليف مع الاتحاد الديمقراطي المسيحي (CDU) | 5 (1965)                                                                                                |            |
| Portrait | كورت غيورغ كيزينغر (1904–1988)                       | 1 كانون الأول/ديسمبر 1966   | 21 تشرين الأول/أكتوبر 1969  | 2 سنوات و324 أيام |           | الاتحاد الديمقراطي المسيحي (CDU)                           | 5 (1965)                                                                                                | كيزينغير   |
| Portrait | ويلي براندت (1913–1992)                              | 22 تشرين الأول/أكتوبر 1969  | 15 كانون الأول/ديسمبر 1972  | 4 سنوات و197 أيام |           | الحزب الديمقراطي الاجتماعي (SPD)                           | براندت 1                                                                                                | 6 (1969)   |
| Portrait | ويلي براندت (1913–1992)                              | 15 كانون الأول/ديسمبر 1972  | 7 أيار/مايو 1974            | 4 سنوات و197 أيام | براندت 2  | الحزب الديمقراطي الاجتماعي (SPD)                           | 7 (1972)                                                                                                |            |
| Portrait | فالتر شيل {{صغير\|(1919–2016) القائم بأعمال المستشار | 7 أيار/مايو 1974            | 16 أيار/مايو 1974           | 9 أيام            |           | الحزب الديمقراطي الحر (FDP)                                | 7 (1972)                                                                                                | (بالوكالة) |
| Portrait | هلموت شميت (1918–2015)                               | 16 أيار/مايو 1974           | 14 كانون الأول/ديسمبر 1976  | 8 سنوات و138 أيام |           | الحزب الديمقراطي الاجتماعي (SPD)                           | 7 (1972)                                                                                                | شميدت 1    |
| Portrait | هلموت شميت (1918–2015)                               | 16 كانون الأول/ديسمبر 1976  | 4 تشرين الثاني/نوفمبر 1980  | 8 سنوات و138 أيام | شميدت 2   | الحزب الديمقراطي الاجتماعي (SPD)                           | 8 (1976)                                                                                                |            |
| Portrait | هلموت شميت (1918–2015)                               | 6 تشرين الثاني/نوفمبر 1980  | 1 تشرين الأول/أكتوبر 1982   | 8 سنوات و138 أيام | شميدت 3   | الحزب الديمقراطي الاجتماعي (SPD)                           | 9 (1980)                                                                                                |            |
| Portrait | هلموت كول (1930–2017)                                | 1 تشرين الأول/أكتوبر 1982   | 29 آذار/مارس 1983           | 16 سنوات و26 أيام |           | الاتحاد الديمقراطي المسيحي (CDU)                           | 9 (1980)                                                                                                | كول 1      |
| Portrait | هلموت كول (1930–2017)                                | 30 آذار/مارس 1983           | 11 آذار/مارس 1987           | 16 سنوات و26 أيام | كول 2     | الاتحاد الديمقراطي المسيحي (CDU)                           | 10 (1983)                                                                                               |            |
| Portrait | هلموت كول (1930–2017)                                | 12 آذار/مارس 1987           | 18 كانون الثاني/يناير 1991  | 16 سنوات و26 أيام | كول 3     | الاتحاد الديمقراطي المسيحي (CDU)                           | 11 (1987)                                                                                               |            |
| Portrait | هلموت كول (1930–2017)                                | 18 كانون الثاني/يناير 1991  | 17 تشرين الثاني/نوفمبر 1994 | 16 سنوات و26 أيام | كول 4     | الاتحاد الديمقراطي المسيحي (CDU)                           | 12 (1990)                                                                                               |            |
| Portrait | هلموت كول (1930–2017)                                | 17 تشرين الثاني/نوفمبر 1994 | 27 تشرين الأول/أكتوبر 1998  | 16 سنوات و26 أيام | كول 5     | الاتحاد الديمقراطي المسيحي (CDU)                           | 13 (1994)                                                                                               |            |
| Portrait | غيرهارد شرودر (1944–)                                | 27 تشرين الأول/أكتوبر 1998  | 22 تشرين الأول/أكتوبر 2002  | 7 سنوات و26 أيام  |           | الحزب الديمقراطي الاجتماعي (SPD)                           | شرودر 1                                                                                                 | 14 (1998)  |
| Portrait | غيرهارد شرودر (1944–)                                | 22 تشرين الأول/أكتوبر 2002  | 22 تشرين الثاني/نوفمبر 2005 | 7 سنوات و26 أيام  | شرودر 2   | الحزب الديمقراطي الاجتماعي (SPD)                           | 15 (2002)                                                                                               |            |
| Portrait | أنغيلا ميركل (1954–)                                 | 22 تشرين الثاني/نوفمبر 2005 | 28 تشرين الأول/أكتوبر 2009  | 16 سنوات و16 أيام |           | الاتحاد الديمقراطي المسيحي (CDU)                           | ميركل 1                                                                                                 | 16 (2005)  |
| Portrait | أنغيلا ميركل (1954–)                                 | 28 تشرين الأول/أكتوبر 2009  | 17 كانون الأول/ديسمبر 2013  | 16 سنوات و16 أيام | ميركل 2   | الاتحاد الديمقراطي المسيحي (CDU)                           | 17 (2009)                                                                                               |            |
| Portrait | أنغيلا ميركل (1954–)                                 | 17 كانون الأول/ديسمبر 2013  | 14 آذار/مارس 2018           | 16 سنوات و16 أيام | ميركل 3   | الاتحاد الديمقراطي المسيحي (CDU)                           | 18 (2013)                                                                                               |            |
| Portrait | أنغيلا ميركل (1954–)                                 | 14 آذار/مارس 2018           | 8 كانون الأول/ديسمبر 2021   | 16 سنوات و16 أيام | ميركل 4   | الاتحاد الديمقراطي المسيحي (CDU)                           | 19 (2017)                                                                                               |            |
| Portrait | أولاف شولتس (1958)                                   | 8 كانون الأول/ديسمبر 2021   | 6 أيار/ مايو 2025           | 3 سنوات و149 أيام |           | الحزب الديمقراطي الاجتماعي الألماني (SPD)                  | شولتس                                                                                                   | 20 (2021)  |
|          | فريدرش ميرتس (مواليد 1955)                           | 6 أيار/ مايو 2025           | الحالي                      | 106 أيام          |           | الاتحاد الديمقراطي المسيحي (CDU)                           | ميرتس ائتلاف الاتحاد الديمقراطي المسيحي / الاتحاد الاجتماعي المسيحي–الحزب الديمقراطي الاجتماعي الألماني | 21 (2025)  |

1. ↑  بصفته نائب المستشار في حكومة براندت، شغل شيل منصب القائم بأعمال المستشار بعد استقالة براندت.[14]